# Teatro Paulo Eiró
O Teatro Municipal de Santo Amaro Paulo Eiró, mais conhecido como Teatro Paulo Eiró, é um teatro localizado na zona sul da cidade de São Paulo que possui programação de música, dança e teatro. Com capacidade para 467 lugares, é o segundo maior teatro público da cidade e atualmente é residência artística oficial da Orquestra Filarmônica Santo Amaro.

## História
O teatro foi inaugurado em 23 de março de 1957 e foi concebido como um teatro popular dentro de um grande programa de construção de equipamentos públicos dos anos 1940 e 1950 chamado Convênio Escolar. Com parceria entre os governos do estado e do município de São Paulo, o programa foi criado com o objetivo de suprir a carência de escolas públicas e oferecer espaços culturais aos moradores dos bairros, resultando na construção de escolas, teatros e bibliotecas, além do Planetário do Ibirapuera.
O nome do teatro foi uma homenagem ao poeta, escritor, dramaturgo e professor Paulo Eiró, um dos mais importantes artistas de Santo Amaro, quando este era um município independente da cidade de São Paulo. De arquitetura moderna, originalmente comportava 801 lugares e foi projetado pelo arquiteto Roberto Tibau.
Em 1968 foi realizada uma homenagem ao poeta Paulo Eiró, sendo instalado em frente ao edifício um painel de autoria do escultor Júlio Guerra. Com 18 metros de largura e 5 metros de altura, a obra é intitulada Homenagem às Artes.
Além de sua relevância cultural para o bairro de Santo Amaro, o teatro é considerado um marco da arquitetura moderna paulista. Desde 1992 o edifício é tombado pelo Conpresp, reconhecendo assim seu valor histórico, cultural e arquitetônico.
Em outubro de 2011 foram iniciadas obras para modernização do edifício. A reforma incluiu a melhoria acústica do teatro, além de obras na parte elétrica, hidráulica, revestimentos, sistema de cobertura e acessibilidade. Foram ampliados os camarins e feita a instalação de um elevador hidráulico no proscênio, capacitando o edifício para receber apresentações de ópera. Na parte externa em frente ao teatro, foi refeito todo o paisagismo da área e instalação de uma fonte luminosa que ornamenta o local. Foi feito também o restauro e reposicionamento do mosaico Homenagem às Artes, que originalmente estava instalado em diagonal. A obra foi posicionada de forma perpendicular à fachada do teatro e ganhou nova iluminação, garantindo melhor visualização do próprio painel e da fachada do teatro, bem como aproveitamento da praça.
Após as obras, a capacidade do teatro passou a ser de 467 lugares, sendo 281 localizados no pavimento térreo, 166 lugares no balcão superior e 20 lugares reservados e adaptados para pessoas com deficiência e mobilidade reduzida. É o segundo maior teatro da Prefeitura de São Paulo, atrás somente do Theatro Municipal de São Paulo. Diferente dos demais teatros municipais, também possui fosso para orquestra, assim como o Theatro Municipal.
Desde fevereiro de 2017 o Teatro Paulo Eiró passou a ser residência artística da Orquestra Filarmônica Santo Amaro.